# Gigante (Film)
Gigante ist ein uruguayisches Filmdrama des argentinischen Regisseurs Adrián Biniez aus dem Jahr 2009. Der in Montevideo (Uruguay) spielende Film thematisiert Einsamkeit und Zuneigung. Atmosphärische Spannung wird durch sparsame und oft banal wirkende Dialoge erzielt. Als filmisches Stilmittel werden – zum Teil verzerrte – Szenen aus Überwachungskameras eingesetzt, wodurch eine realitätsnahe Inszenierung geschaffen wird. Die Schilderung der Handlung geschieht lediglich aus Sicht eines der beiden primären Protagonisten. Diese Perspektive betont voyeuristische Elemente. Die Dramaturgie lässt dadurch Spielräume für Stalking-Interpretationen offen, jedoch ohne diese Sichtweise näher zu beleuchten oder sich deren Klischees zu bedienen. Der Film ist eine entschleunigte, einseitige Liebeserzählung abseits billiger und naivromantischer Effekthascherei. Die Charaktere wirken glaubwürdig und liebenswert.

## Handlung
Der gutmütige Heavy-Metal-Fan Jara überwacht im Schichtdienst die Sicherheitskameras eines Supermarktes. Dabei fällt ihm die Putzfrau Julia auf. Zunächst beobachtet er sie lediglich mittels der Überwachungskameras. Später folgt er ihr in seiner Freizeit durch die Straßen von Montevideo. Unfähig ein Gespräch mit ihr zu führen oder eine Kommunikation mit ihr aufzubauen, drapiert Jara eine Topfpflanze als Geschenk für Julia auf deren Putzweg durch den Supermarkt – eine Geste, die für sie nicht interpretierbar ist. Die zunehmende Fixierung Jaras auf Julia führt seinerseits zu Frustration, Eifersucht und Aggression bzw. Verlust des Arbeitsplatzes, was den Zuschauer allerdings mehr an Unbeholfenheit erinnert. Letztendlich spricht er Julia am Strand an. Ob ein klassisches Happy End vorliegt, obliegt dem Auge des Betrachters.

## Kritik
Der Film fand positives Echo in den Medien. Der Fernsehsender Arte kommentiert: „Die großen Stärken des Films sind die authentische Besetzung mit semiprofessionellen Schauspielern, der an Aki Kaurismäki geschulte, genaue Blick auf die Arbeitswelt, der lakonische Humor und ein Drehbuch, das seinen Protagonisten auf einem schmalen Grat zwischen Bedrohlichkeit und Schüchternheit wandeln lässt.“

## Auszeichnungen
Am 8. Februar 2009 wurde Gigante im Rahmen der Berlinale uraufgeführt, nominiert und mit 3 Preisen ausgezeichnet, u. a. dem Silbernen Bären. Es folgten weitere Nominierungen und Preisverleihungen.